# كامباجني ليه هيسدين
كامباجني ليه هيسدين (بالفرنسية: Campagne-lès-Hesdin)‏ هي بلدية تقع في إقليم باد كاليه من منطقة نور با دو كاليه في شمال فرنسا. تبلغ مساحة هذه المدينة 15.64 (كم²)، وترتفع عن سطح البحر 90 م، يبلغ عدد سكانها 1765 نسمة حسب إحصاء المعهد الوطني للإحصاء والدراسات الاقتصادية سنة 2009 م. وترأس Philippe Dewitte البلدية خلال فترة (2001-2008).

## جغرافيا
تقع كامبتجني ليه هيسدين على طريق دي 138، بين بلدتي هيسدين ومونترويل ووديان أنهار كانشي ونهر أوثي، ويحيط بالمدينة العديد من مزارع الأغنام وإنتاج الحليب.